# Вахтовий метод
Вахтовий метод — особлива форма здійснення трудового процесу поза місцем постійного проживання працівників, коли не може бути забезпечене щоденне їх повернення до місця постійного проживання. У Російській імперії було відомо як відхідництво.
На період вахтового виконання своїх трудових обов'язків персоналові створюються умови для проживання. По закінченні вахти працівники повертаються до місця розташування підприємства, організації, свого постійного проживання.